# درآگاه
روستای درآگاه مرکز دهستان درآگاه در بخش مرکزی  از توابع  شهرستان حاجی‌آباد   در استان هرمزگان واقع در جنوب ایران است.